# Episodi de I misteri di Silvestro e Titti
Questa è la lista degli episodi della serie I misteri di Silvestro e Titti, divisa in 5 stagioni per un totale di 52 episodi da 20 minuti. Ogni episodio contiene 2 mini-episodi da 10 minuti, ad eccezione delle 13 puntate della prima stagione. 
La prima stagione è inoltre dedicata alla memoria di Friz Freleng, storico animatore della Warner e creatore dei personaggi, il quale é morto poco prima della messa in onda della serie.

## Lista episodi

### Prima stagione
| Nº | Titolo originale                        | Titolo italiano                       | Prima TV USA      |
| -- | --------------------------------------- | ------------------------------------- | ----------------- |
| 1  | The Cat Who Knew Too Much               | Il gatto che sapeva troppo            | 9 settembre 1995  |
| 2  | Platinum Wheel of Fortune               | La ruota d'oro della fortuna          | 16 settembre 1995 |
| 3  | Double Take                             | Doppio inganno                        | 23 settembre 1995 |
| 4  | A Chip Off the Old Castle               | La pietra rubata                      | 30 settembre 1995 |
| 5  | Something Fishy Around Here             | C'è qualcosa di sospetto qui intorno  | 7 ottobre 1995    |
| 6  | B2 or Not B2                            | Bingo                                 | 4 novembre 1995   |
| 7  | Bull Running On Empty                   | Toro scatenato                        | 11 novembre 1995  |
| 8  | A Ticket to Crime                       | Viaggio premio con delitto            | 18 novembre 1995  |
| 9  | The Maltese Canary                      | Il canarino maltese                   | 25 novembre 1995  |
| 10 | It Happened One Night Before Christmas  | La vigilia di Natale                  | 16 dicembre 1995  |
| 11 | Outback Down Under                      | Australia remota                      | 27 gennaio 1996   |
| 12 | It's a Plaid, Plaid, Plaid, Plaid World | Un mondo di kilt, kilt, kilt, kilt... | 3 febbraio 1996   |
| 13 | Go Fig                                  | Andar per fichi                       | 17 febbraio 1996  |

### Seconda stagione
| Nº | Titolo originale                                           | Titolo italiano                                               | Prima TV USA      |
| -- | ---------------------------------------------------------- | ------------------------------------------------------------- | ----------------- |
| 14 | Spaced Out Autumn's Leaving                                | Pazzi dallo spazio L'inizio dell'autunno                      | 7 settembre 1996  |
| 15 | Catch as Catch Cannes Yodel Recall                         | Lotta libera a Cannes Il richiamo dello jodel                 | 14 settembre 1996 |
| 16 | Don't Polka Me The Granny Vanishes                         | Io non ballo la polka La nonna scompare                       | 28 settembre 1996 |
| 17 | The Scare Up There If It's Wednesday, This Must Be Holland | Paura di volare Se oggi è mercoledì, è l'Olanda               | 2 novembre 1996   |
| 18 | Curse of De Nile Hawaii 33-1/3                             | La maledizione del Nilo Hawaii 33 {\textstyle {\frac {1}{3}}} | 9 novembre 1996   |
| 19 | Keep Your Pantheon London Broiled                          | Un mistero mitico Zuppa inglese                               | 23 novembre 1996  |
| 20 | They Call Me Mister Lincoln Froggone It                    | Mi chiamo signor Lincoln Misterioso mal di gola               | 15 febbraio 1997  |
| 21 | One Froggy Throat Mush Ado About Nothing                   | La rana bacia tutti Molto strepitio per nulla                 | 22 febbraio 1997  |

### Terza stagione
| Nº | Titolo originale                                         | Titolo italiano                                                       | Prima TV USA      |
| -- | -------------------------------------------------------- | --------------------------------------------------------------------- | ----------------- |
| 22 | The Star of Bombay Happy Pranksgiving                    | La star di Bombay Guasta festa del ringraziamento                     | 13 settembre 1997 |
| 23 | Is Paris Stinking? Fangs for the Memories                | Parigi puzza? I dentoni                                               | 20 settembre 1997 |
| 24 | Moscow Side Story Fair's Fair                            | Moscow Side Story Le fiera della fiera                                | 11 ottobre 1997   |
| 25 | El Dia de los Pussygatos 3 Days & 2 Nights of the Condor | Il giorno del Los Micinos I tre giorni e due notti del condor         | 1º novembre 1997  |
| 26 | Yelp! Jeepers Creepers                                   | Guaito Caspiterina                                                    | 15 novembre 1997  |
| 27 | Fleas Release Me Niagara's Fallen                        | Il mistero delle pulci scomparse Le cascate-cascate                   | 7 febbraio 1998   |
| 28 | Spooker of the House Furgo                               | Il fantasma della Casa Bianca Un'auto per una pizza                   | 14 febbraio 1998  |
| 29 | The Fountain of Funk Yes, We Have No Canaries            | Dove sono gli anni '70? Il mistero dei canarini scomparsi             | 21 febbraio 1998  |
| 30 | Shell Game Rhaslin Rhapsody                              | Scuola per tartarughe Silvestro, il micione lottatore                 | 28 febbraio 1998  |
| 31 | Ice Cat-Pades To Catch a Puddy                           | Gattaccio sul ghiaccio Caccia al micio                                | 25 aprile 1998    |
| 32 | Family Circles Sea You Later                             | Cerchi di famiglia Le mucche di mare                                  | 2 maggio 1998     |
| 33 | A Case of Red Herring Roswell That Ends Well             | La falsa traccia dell'aringa rossa Tutto è bene quel che finisce bene | 9 maggio 1998     |
| 34 | A Good Nephew Is Hard to Find Mirage Sale                | È difficile trovare un buon nipote Miraggio in vendita                | 16 maggio 1998    |

### Quarta stagione
| Nº | Titolo originale                                    | Titolo italiano                                              | Prima TV USA      |
| -- | --------------------------------------------------- | ------------------------------------------------------------ | ----------------- |
| 35 | The Stilted Perch A Game of Cat and Monster!        | Bed and breakfast con fantasma Il gioco del gatto col mostro | 19 settembre 1998 |
| 36 | You're Thor?! I Gopher You                          | Dov'è finito Thor? I roditori al rodeo                       | 26 settembre 1998 |
| 37 | Hold the Lyin' King Please Suite Mystery of Wife    | Anche tu al tour degli gnu Alfred Hatchcock                  | 3 ottobre 1998    |
| 38 | The San Francisco Beat The Triangle of Terror       | Sulle strade di San Francisco Il triangolo del terrore       | 10 ottobre 1998   |
| 39 | Casino Evil Happy Bath Day to You                   | Silvestro la scimmia Buon complebagno, Titti                 | 7 novembre 1998   |
| 40 | The Rotha Khan Good Bird Hunting                    | L'impronta di Khan Il monile magico                          | 28 novembre 1998  |
| 41 | Feather Christmas A Fist Full of Lutefisk           | Un Natale piumoso Per un pugno di baccalà                    | 12 dicembre 1998  |
| 42 | Venice, anyone? The Fifty Karat Furball             | Venezia all'asciutto Un gatto da cinquanta carati            | 16 gennaio 1999   |
| 43 | Son of Roswell That Ends Well A Mynah Problem       | Il ritorno del generale Ossoduro La gracula silenziosa       | 30 gennaio 1999   |
| 44 | Whatever Happened to Shorty Twang? A Big Knight Out | Scarafaggio canterino La spada senza la roccia               | 13 febbraio 1999  |
| 45 | Brussels Sprouts The Golden Bird of Shangri-Claw    | Napoleoni oltre la Manica L'illuminazione di Silvestro       | 27 febbraio 1999  |
| 46 | When Granny Ruled The Earth Dutch Tweet             | La Nonnasauro Souvenir da Amsterdam                          | 27 marzo 1999     |
| 47 | Bayou on the Half Shell Seeing Double               | A Carnevale quell'aragosta non vale Silvestro vede doppio    | 1º maggio 1999    |

### Quinta stagione
| Nº | Titolo originale                                     | Titolo italiano                                                    | Prima TV USA      |
| -- | ---------------------------------------------------- | ------------------------------------------------------------------ | ----------------- |
| 48 | This Is the Kitty An Eye for an Aye Aye              | Misteri allo zoo Il tesoro dei pirati                              | 18 settembre 1999 |
| 49 | When Harry Met Sallieri The Early Woim Gets the Boid | Harry ti presento Salieri Il sole del mattino ha il verme in bocca | 25 settembre 1999 |
| 50 | Blackboard Jumble What's the Frequency Kitty?        | Pasticcio di lavagne Fantasmi in soffitta                          | 20 novembre 1999  |
| 51 | Dial V for Veterinarian California's Crusty Bronze   | Visita veterinaria C'è del marcio al ristorante                    | 5 febbraio 2000   |
| 52 | The Tail End This Is the End                         | Caccia alla coda Questa è la fine                                  | 13 dicembre 2002  |